# Pieltainidia
Pieltainidia is een geslacht van rechtvleugeligen uit de familie Thericleidae. De wetenschappelijke naam van dit geslacht is voor het eerst geldig gepubliceerd in 1925 door Ramme.

## Soorten
Het geslacht Pieltainidia  is monotypisch en omvat slechts de volgende soort:
- Pieltainidia mira (Ramme, 1925)